# 黛安·罗夫
黛安·罗夫（英語：Diann Roffe，1967年3月24日—），美国女子高山滑雪运动员。她曾代表美国参加1988年、1992年和1994年冬季奥林匹克运动会高山滑雪比赛，获得一枚金牌和一枚银牌。